# Lány (Vysočina)
Lány é uma comuna checa localizada na região de Vysočina, distrito de Havlíčkův Brod.